# 唐政
唐政（16世紀—17世紀），字文和，又字以平、益所，廣東廣州府香山縣麻洲街人，明朝政治人物。

## 生平
唐政是萬曆十三年（1585年）乙酉科廣東鄉試第七十三名舉人，授應天府某縣教諭以便迎養父親，但赴任時父親去世，他哀毁過度，服闋後補永淳教諭，陞光化知縣，再陞順寧府通判，為人坦承，待人至誠，獲御史舉薦卓異，適逢遇上母喪而忘卻辭謝上級被舉發，人們都為他伸冤，回鄉後不再出仕，八十一歲才去世。

## 引用
1. 1 2  光緒《香山縣志·卷十三·列傳》：唐政，字文和，麻洲人 申志，萬厯乙酉舉人，就應天教諭，迎養其父，忽道喪，政哀毁過節 張府志，服闋補廣西永淳縣教諭，升湖廣光化縣令，再升雲南順寧府通判 申志，坦懷接物，至誠率躬，民不忍欺，御史薦政卓異，會母喪擗踊就道失辭謝禮，因中以法，士民訟其伏，既歸絕意仕進，卒年八十有一。 張府志
2. ↑  光緒《香山縣志·卷十一·選舉表》：舉人 明……萬厯……唐政 字以平，一字益所，十三年乙酉科，順寧府通判，有傳，阮通志、申志云麻洲街人，第七十三名